# Panarabische Spiele 1999/Badminton
Bei den Panarabischen Spielen 1999 wurden vom 19. bis zum 25. August 1999 in Amman sieben Badmintonwettbewerbe ausgetragen.

## Sieger und Platzierte
| Disziplin    | Gold                                                                 | Silber                                                                     | Bronze                                                                 |
| ------------ | -------------------------------------------------------------------- | -------------------------------------------------------------------------- | ---------------------------------------------------------------------- |
| Herreneinzel | Talal Derki                                                          | Bassel Al-Dora                                                             | Muntaser Elnabani                                                      |
| Herreneinzel | Talal Derki                                                          | Bassel Al-Dora                                                             | Tariq Mansour Elfawair                                                 |
| Dameneinzel  | Iva Vrova Al-Katrib                                                  | Rasha Al-Hassan                                                            | Dina Abu Zaid                                                          |
| Dameneinzel  | Iva Vrova Al-Katrib                                                  | Rasha Al-Hassan                                                            | Ghada Al-Afghani                                                       |
| Herrendoppel | Bassel Al-Dora Talal Derki                                           | Yehya Aldel Kader Tamar Raafat                                             | Tariq Mansour Elfawair Wael Tlilan                                     |
| Herrendoppel | Bassel Al-Dora Talal Derki                                           | Yehya Aldel Kader Tamar Raafat                                             | Saleh Mehdi Jabar Alikazem                                             |
| Damendoppel  | Iva Vrova Al-Katrib Rasha Al-Hassan                                  | Dina Abu Zaid Lina Al-Rashdan                                              | Shaima Thabet Sanaa Thabet                                             |
| Damendoppel  | Iva Vrova Al-Katrib Rasha Al-Hassan                                  | Dina Abu Zaid Lina Al-Rashdan                                              | Samira Asiri Suad Yassin                                               |
| Mixed        | Tariq Mansour Elfawair Najwa Al-Turk                                 | Kareem Shedeed Alaa Youssef                                                | Talal Derki Iva Vrova Al-Katrib                                        |
| Mixed        | Tariq Mansour Elfawair Najwa Al-Turk                                 | Kareem Shedeed Alaa Youssef                                                | Hesham Al-Abbasi Samia Al-Qattan                                       |
| Herrenteam   | Syrien Talal Derki Bassel Al-Dora Nawras Abdul Wahid Hayel Kareem    | Jordanien Tariq Mansour Elfawair Rami Halasa Wael Tlilan Muntaser Elnabani | Bahrain Hesham Al-Abbasi Saleh Mohammed Jaffer Sayede Mubarak Mohammed |
| Herrenteam   | Syrien Talal Derki Bassel Al-Dora Nawras Abdul Wahid Hayel Kareem    | Jordanien Tariq Mansour Elfawair Rami Halasa Wael Tlilan Muntaser Elnabani | Ägypten Yehya Aldel Kader Tamar Raafat Kareem Shedeed Karim Shalam     |
| Damenteam    | Syrien Hadil Kareem Iva Vrova Al-Katrib Nabela Fatal Rasha Al-Hassan | Jordanien Dina Abu Zaid Lina Al-Rashdan Najwa Al-Turk Ghada Al-Afghani     | Bahrain Samia Al-Qattan Samira Asiri Suad Yassin                       |
| Damenteam    | Syrien Hadil Kareem Iva Vrova Al-Katrib Nabela Fatal Rasha Al-Hassan | Jordanien Dina Abu Zaid Lina Al-Rashdan Najwa Al-Turk Ghada Al-Afghani     | Irak Etihad Kamel Ola Sabri Hadeel Hany Esra Nasser                    |